# Ammothea gigantea
Ammothea gigantea är en havsspindelart som beskrevs av Gordon, I. 1932. Ammothea gigantea ingår i släktet Ammothea och familjen Ammotheidae. Inga underarter finns listade i Catalogue of Life.